# The Chronicles of Life and Death
The Chronicles of Life and Death es el tercer álbum de la banda de rock alternativo Good Charlotte, fue lanzado el 5 de octubre de 2004, este álbum tras dos versiones, llamadas Life y Death.
The Chronicles of Life and Death de Good Charlotte debuta en la posición 3 en el Billboard 200 vendiendo en su primera semana de lanzamiento casi 198.000 unidades, para caer la semana siguiente al puesto #7 del ranking y perder popularidad rápidamente. Su primer sencillo, titulado igual que el álbum, no tuvo gran éxito pero desempeñó en el Reino Unido y Australia un importante papel. Esta canción es la apertura a todo el contenido del disco, "The Chronicles Of Life And Death" Del disco se desprenden también los sencillos "Predictable", "I Just Wanna Live", "We Believe" y "The Chronicles of Life and Death"Las cuales se situaron muy bien en los rankings de todo el mundo. El disco obtuvo el #1 en el Top Internet Albums, y el #2 en el Top Canadian Billboard Albums.

## Lista de canciones
| The Chronicles of Life and Death |                                                                                             |          |  |
| N.º                              | Título                                                                                      | Duración |  |
| 1.                               | «Once Upon a Time: The Battle of Life and Death»                                            | 2:24     |  |
| 2.                               | «The Chronicles Of Life And Death»                                                          | 3:03     |  |
| 3.                               | «Walk Away (Maybe)»                                                                         | 3:20     |  |
| 4.                               | «S.O.S.»                                                                                    | 3:42     |  |
| 5.                               | «I Just Wanna Live»                                                                         | 2:46     |  |
| 6.                               | «Ghost of You»                                                                              | 4:50     |  |
| 7.                               | «Predictable»                                                                               | 3:11     |  |
| 8.                               | «Secrets»                                                                                   | 3:53     |  |
| 9.                               | «The Truth»                                                                                 | 3:56     |  |
| 10.                              | «The World Is Black»                                                                        | 3:06     |  |
| 11.                              | «Mountain»                                                                                  | 4:33     |  |
| 12.                              | «We Believe»                                                                                | 3:51     |  |
| 13.                              | «It Wasn't Enough»                                                                          | 3:24     |  |
| 14.                              | «In This World (Murder)»                                                                    | 5:27     |  |
| 15.                              | «Wounded (Bonus Track con una canción oculta, tal como se ve en el álbum "Good Charlotte")» | 3:15     |  |
| 16.                              | «Falling Away»                                                                              | 3:05     |  |
| 17.                              | «Meet My Maker»                                                                             | 3:38     |  |
| 18.                              | «Predictable (Japanese version)/ Wounded»                                                   | 8:08     |  |

Nota:
1. ↑  Duración de la canción base y principal

## Posicionamiento
| Listas (2005)                     | Posición |
| --------------------------------- | -------- |
| Australia ARIA Top 50 Albums      | 31       |
| Canadian Billboard Top 100 Albums | 2        |
| The Billboard 200                 | 3        |
| Top Internet Albums               | 1        |
| U.K Top 75 Albums                 | 8        |

### Trayectoria en las listas
Trayectoria del disco en el Billboard las primeras 8 semanas desde su lanzamiento
| Posición | 3 (197,863) | 7 (78,035) | 18 (48,559) | 27 (33,929) | 33 (29,501) | 48 (28,245) | 54 (25,000) | 49 (41,182) |
| Total    | 197,863     | 275,898    | 324,457     | 358,386     | 387,887     | 416,132     | 441,132     | 482,314     |